# Imperial Chemical Industries
Pour les articles homonymes, voir ICI.
Imperial Chemical Industries (ICI) est une société britannique, filiale du conglomérat néerlandais AkzoNobel.  Son siège est à Slough, Grande-Bretagne. Elle fabrique de la peinture et des produits chimiques de spécialité, tels des ingrédients pour les aliments, des polymères spéciaux, des produits pour la fabrication de produits électroniques, des odeurs et des saveurs. La société a été cotée à Londres jusqu'à son rachat en 2008 par AkzoNobel.

## Histoire
La compagnie a été fondée en décembre 1926 par la fusion de quatre compagnies — Brunner Mond, Nobel Explosives, United Alkali Company et British Dyestuffs Corporation. Elle établit son quartier général à Millbank à Londres, en 1928. 
En compétition avec DuPont et IG Farben créé par la fusion en 1925 d'AGFA, Bayer, BASF, Griesheim et Hoechst, la nouvelle compagnie produit des produits chimiques, des explosifs, des fertilisants, des insecticides, des produits de teinture, des métaux non ferreux et des peintures. Lors de sa première année, ses revenus sont de 27 millions de livres sterling.
Dans les années 1920 et 1930, la compagnie a joué un rôle clé dans le développement de nouveaux produits chimiques, dont la teinture phtalocyanine (1929), le plastique acrylique Perspex (1932), les peintures Dulux, codéveloppé avec DuPont, le polyéthylène (1937) et la fibre polytéréphtalate d'éthylène (PET) connue sous le nom de Térylène (1941).
ICI a également acquis les activités de moto de Sunbeam lors de sa création avec Nobel Industries, et continua à fabriquer des motos jusqu'à 1937.
Dans les années 1940 et 1950, la compagnie commença sa production pharmaceutique et développa un nombre important de produits-clés, parmi lesquels le Paludrine (années 1940, un anti-malaria), le Fluothane (1951, un agent anesthésique), le Paraquat (1962, un pesticide), l'Inderal (1965, un bêta-bloquant), le brodifacoum (un rodenticide) en 1974, tamoxifène (1978, un médicament utilisé fréquemment  pour le cancer du sein) et le PEEK (1979, un polymère thermoplastique de haute performance). ICI créa alors ICI Pharmaceuticals (ICI pharm) en 1957. 
Pendant cette période, ICI a été confronté à la nationalisation de ses opérations en Birmanie, le 1er aout 1962, à la suite du coup d'État militaire.
ICI se sépare de ses activités pharmaceutiques le 1er juin 1993, elle est alors renommée Zeneca Group, puis est renvendue au groupe suédois Astra AB pour former enfin AstraZeneca le 6 avril 1999.
Le 20 août 2007, AkzoNobel acquiert pour 8 milliards de livres Imperial Chemical Industries avec l'intention de regrouper les activités Peinture (coatings) sous la marque d'ICI Dulux et de vendre ses activités dans les adhésifs et ses activités chimiques destinés à l'industrie électronique à Henkel, pour 4 milliards d'euros. Jusqu'en janvier 2008, ICI était listée sur le FTSE 100 Index, mais a été délistée à la suite de son acquisition par le groupe chimique néerlandais AkzoNobel.